# Alexandrin Moiseev
Alexandrin Moiseev (n. 12 septembrie 1989) este un deputat român, ales în 2024 din partea SOS. În ianuarie 2025, a demisionat din partid și a ales să activeze ca independent. Pe 2 iunie 2025, Moiseev s-a alăturat Partidului Social Democrat (PSD).